# Alos-Sibas-Abense
Alos-Sibas-Abense – miejscowość i gmina we Francji, w regionie Nowa Akwitania, w departamencie Pireneje Atlantyckie.
Według danych na rok 1990 gminę zamieszkiwało 309 osób, a gęstość zaludnienia wynosiła 53 osób/km² (wśród 2290 gmin Akwitanii Alos-Sibas-Abense plasuje się na 871. miejscu pod względem liczby ludności, natomiast pod względem powierzchni na miejscu 1370.).
| 1901 | 1962 | 1968 | 1975 | 1982 | 1990 | 1999 |
| ---- | ---- | ---- | ---- | ---- | ---- | ---- |
| 484  | 368  | 343  | 361  | 316  | 309  | 319  |